# Kniaża Szczasływe
Kniaża Szczasływe (ukr. Т.о.в. Футбольний клуб «Княжа» с. Щасливе, Sp.z o.o. Futbolnyj Kłub "Kniaża" Szczasływe) – ukraiński klub piłkarski z siedzibą w osiedlu typu miejskiego Szczasływe w rejonie boryspolskim w obwodzie kijowskim. Założony w roku 2005.
Występuje w rozgrywkach ukraińskiej Pierwszej Lihi.

## Historia
- 5 lipca 2005—...: Kniaża Szczasływe (ukr. «Княжа» Щасливе)

Piłkarski klub w osiedlu typu miejskiego Szczasływe w rejonie boryspolskim w obwodzie kijowskim założony był 5 lipca 2005 roku za inicjatywą dwóch osób — biznesmena Jurija Kindzerskiego oraz znanego piłkarza Wiktora Chłusa.
Od sezonu 2005/06 występował w Drugiej Lidze. Po sezonie 2007/08 klub zajął 1. miejsce w swojej grupie i awansował do Pierwszej Lihi.
Po rundzie jesiennej sezonu 2008/09 z przyczyn finansowych zrezygnował z dalszych występów w Pierwszej Lidze i został pozbawiony statusu klubu profesjonalnego.

## Sukcesy
- awans do Pierwszej Lihi (1 x):

2008

## Inne
- FK Lwów
- Kniaża-2 Szczasływe